# 김종한 (국악인)
김종한(金宗漢, 1843년 ~ 1937년)은 조선의 국악사, 가야금의 명인. 개명은 종표(宗杓), 자는 영조(永祖), 본관은 경주이다.
근세 조선(철종-고종)의 가야금 명인인 김종남(金宗南)의 동생이며 1866년 전악에 오른 기록이 있다. 전악과 악사로 활약하였고, 가야금을 잘 탔다. 특히 덕행을 겸비하고 지조가 굳어서 국악인들의 사표(師表)로서 존경을 받았다. 제자들이 그를 추모하여 그의 초상을 박연의 신실(神室)에 봉안하고 크게 제사를 지냈다고 한다.